# Sensitividade
Em eletricidade, sensitividade ou sensibilidade é uma variável em um sistema.
A medição do desbalanceamento de uma ponte de Wheatstone é feita através da variação da tensão de saída em função da tensão de excitação aplicada na entrada da ponte. Quando uma célula de carga está carregada, este valor é dado em milivolt por volt aplicado e, normalmente, entre 2 e 3 milivolts por volt. Isto significa que uma célula de carga de 30 quilogramas de capacidade nominal e 2 milivolts por volt de sensibilidade, com uma tensão de excitação na entrada de 10 volts, quando sujeita a uma força de 30 quilogramas, apresentará, na saída, uma variação de tensão de 20 milivolts.